# Todirostrum
Todirostrum es un género de aves paseriformes perteneciente a la familia Tyrannidae que agrupa a especies nativas de la América tropical (Neotrópico) donde se distribuyen desde el sur de México a través de América Central y del Sur hasta el sureste de Brasil, norte de Paraguay y Bolivia y centro del Perú. A sus miembros se les conoce por el nombre popular de titirijíes, y también espatulillas o mosqueritos.

## Etimología
El nombre genérico neutro «Todirostrum» es una combinación del género Todus y de la palabra del latín «rostrum» que significa ‘pico’.

## Características
Las aves de este género son pequeños tiránidos midiendo entre 8,5 y 10 cm de longitud. Se caracterizan por sus picos en forma de espátula y difieren de los titirijiés del género Poecilotriccus por ser marcadamente más arborícolas, y por consiguiente, tienden a ser más fácilmente vistos. Se distribuyen principalmente en tierras bajas y son primariamente asociados a hábitats secundarios, a pesar de que tres especies (T. nigriceps, T. pictum y T. chrysocrotaphum) habitan el dosel de bosques húmedos. Así como los Poecilotriccus, exhiben una postura más horizontal que los titirijíes del género Hemitriccus y así como éstos, forrajean principalmente en vuelos ascendentes para la parte de abajo de las hojas.

## Lista de especies
De acuerdo a las clasificaciones del Congreso Ornitológico Internacional (IOC) y Clements Checklist/eBird agrupa a las siguientes 7 especies, con el respectivo nombre popular de acuerdo con la Sociedad Española de Ornitología (SEO):
| Imagen | Nombre científico           | Autor                | Nombre común          | Estado de conservación | Distribución |
| ------ | --------------------------- | -------------------- | --------------------- | ---------------------- | ------------ |
|        | Todirostrum maculatum       | (Desmarest), 1806    | titirijí moteado      | LC                     |              |
|        | Todirostrum poliocephalum   | (Wied-Neuwied), 1831 | titirijí cabecigrís   | LC                     |              |
|        | Todirostrum cinereum        | (Linnaeus), 1766     | titirijí común        | LC                     |              |
|        | Todirostrum viridanum       | Hellmayr, 1927       | titirijí de Maracaibo | LC                     |              |
|        | Todirostrum nigriceps       | P.L. Sclater, 1855   | titirijí cabecinegro  | LC                     |              |
|        | Todirostrum pictum          | Salvin, 1897         | titirijí pintado      | LC                     |              |
|        | Todirostrum chrysocrotaphum | Strickland, 1850     | titirijí cejiamarillo | LC                     |              |

## Taxonomía
Varias especies situadas anteriormente en el presente género fueron transferidas para Poecilotriccus con base en evidencias morfológicas.
Los amplios estudios genético-moleculares realizados por Tello et al. (2009) descubrieron una cantidad de relaciones novedosas dentro de la familia Tyrannidae que todavía no están reflejadas en la mayoría de las clasificaciones. Siguiendo estos estudios, Ohlson et al. (2013) propusieron dividir Tyrannidae en cinco familias. Según el ordenamiento propuesto, Todirostrum pertenece a la familia Rhynchocyclidae Berlepsch, 1907, en una nueva subfamilia Todirostrinae Tello, Moyle, Marchese & Cracraft, 2009 junto a Taeniotriccus, Cnipodectes, Myiornis, Poecilotriccus, Hemitriccus, Atalotriccus, Lophotriccus y Oncostoma. El Comité Brasileño de Registros Ornitológicos (CBRO) adopta dicha familia, mientras el Comité de Clasificación de Sudamérica (SACC) aguarda propuestas para analisar los cambios.